# Rosario Peñón
Rosario Peñón es un barrio del municipio de San Germán, Puerto Rico. Según el censo de 2020, tiene una población de 686 habitantes.

## Geografía
Está ubicado en las coordenadas 18°9′18″N 67°3′18″O / 18.15500, -67.05500. Según la Oficina del Censo, tiene una superficie de 5.7 km², correspondientes en su totalidad a tierra firme.

## Demografía
Según el censo de 2020, hay 686 personas residiendo en el barrio. La densidad de población es de 120.4 hab./km². El 19.53% de los habitantes son blancos, el 9.62% son afroamericanos, el 1.17% son amerindios, el 19.68% son de otras razas y el 50.00% son de una mezcla de razas. Del total de la población, el 98.69% son hispanos o latinos de cualquier raza.